# 149 هـ

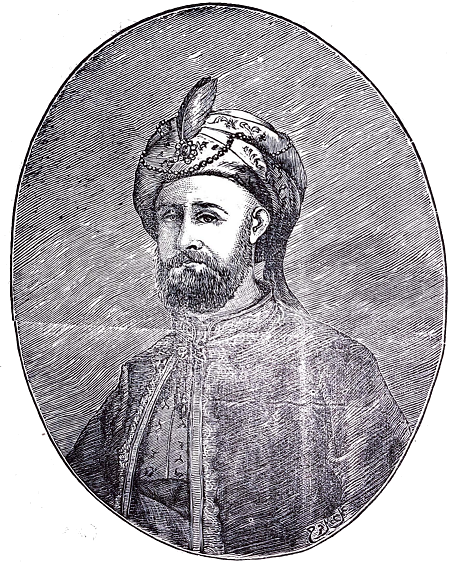
رسمٌ تخيُّلي للخليفة العبَّاسي هارُون الرَّشيد

149 هـ هي سنة في التقويم الهجري امتدت مقابلةً في التقويم الميلادي بين سنتي 766 و767.

## أحداث
- ثورة سعيد اليحصبي ضد عبد الرحمن الداخل في الاندلس
- ثورة أبي الصباح اليحصبي ضد عبد الرحمن الداخل في الاندلس

## مواليد
- 1 مُحرَّم - هارُون الرَّشيد، خامس خلفاء الدَّولة العبَّاسيَّة
- زبيدة بنت جعفر

## وفيات
- ابن ميادة
- عيسى بن عمر الثقفي
- ابن الأشعث الخزاعي